# 兹邦希内克
兹邦希内克（波蘭語：Zbąszynek，波蘭語發音：[zbɔ̃ˈʂɨnɛk]，新本晨）是波兰西部城市，属于盧布斯卡省，在1975到1998年期间属于綠山省。
兹邦希内克离绿山城大約50公里，离大波兰地区戈茹夫大約75公里，离波兹南大約95公里。人口約5,000人。

## 历史
兹邦希内克不是一个很古老的城市。德国建筑师Friedrich Veil设计了像公园一样的城市规划。该市在1922年到1939年期间建成了;当时她叫Neu Bentschen,是一个德国边防军的定居点、德国铁路边防站。两次战争之间德国人进行铁路基础设施建设。该市里有两个1929年建造的教堂一个Carl Albrecht开的印刷店、一个社区活动中心（Deutsches Haus）、学校、邮局、银行。1945年一月，当苏联红军从德国法西斯的统治下解放了波兰时，德国公民都坐火车跑到奧得河的方向。
当第二次世界大战时该市里有一些工作的集中营。那个集中营里面在不同的时间有不同的劳动力，那里面有苏联战俘、法国战俘、意大利战俘、驱出罗兹犹太人居住区的犹太人。因为集中营的条件很糟糕，所以很多的人死于精疲力尽或疾病了。这些劳动力开发了铁路基础设施，他们也把铁路基础设施适应战争运输的要求了。当做工作时常常故意地发生了破坏活动，这样德国人冷酷地惩罚他们。